# Tovornjak
Tovornjak (tovorno vozilo, pogovorno kamion) je večje motorno vozilo, namenjeno prevozu tovora v cestnem prometu. 
Tovornjake izdelujejo v številnih velikostih in konfiguracijah, zato je včasih razlikovanje med tovornjaki in manjšimi tovornimi vozili (npr. kombiji) težavno. Po skupni evropski zakonodaji je tovornjak vozilo, posebej konstruirano za prevoz tovora, katerega največja skupna dovoljena teža presega 6.000 kilogramov oz. katerega nosilnost presega 3.500 kg (omejitve v posameznih državah članicah so lahko strožje). Za upravljanje tega vozila mora voznik pridobiti eno od posebnih vozniških dovoljenj, ki se razlikujejo glede na njegovo točno namembnost in število sedežev za potnike.
Tovornjake ponavadi poganjajo bencinski ali dizelski motorji z notranjim zgorevanjem, pri čemer prevladujejo dizelski.
V slovenski zakonodaji se pojavlja tudi termin 'cestni vlačilec', ki je definirano kot motorno vlečno vozilo ki je z zasnovano in izdelano izključno za vleko priklopnih vozil, razen polpriklopnikov.
Seznam proizvajelcev tovornjakov po celinah: (seznam ni popoln)

## Evropa
- Iveco PowerStar 420 E5
- Mercedes-Benz Actros
- MAZ-5540
- MAN TGX

| - ACMAT (Francija) - Associated Equipment Company (Združeno kraljestvo) - Albion (Združeno kraljestvo) - Alexander Dennis (Združeno kraljestvo) - Alfa Romeo (Italija) - Argyle (Združeno kraljestvo) - Armstrong-Saurer (Združeno kraljestvo) - Askam (Turčija) - Astra (Italija) - Austin (Združeno kraljestvo) - Automiesse (Belgija) - Avia Trucks (Češka) - AWD (Združeno kraljestvo) - Barkas (Nemčija) - Baron (tovornjak) (Združeno kraljestvo) - Barreiros (Španija) - Bean (Združeno kraljestvo) - Beardmore (Združeno kraljestvo) - Bedford (Združeno kraljestvo) - BelAZ (Belorusija) - Belsize Motors (Združeno kraljestvo) - Berliet (Francija) - Berliet-Tramagal (Portugalska) - Berna (Švica) - Bernard (Francija) - Bristol Commercial Vehicles (Združeno kraljestvo) - British Motor Corporation (Združeno kraljestvo) - Brossel (Belgija) - Bucegi (Romunija) - Büssing (Nemčija) - Borgward (Nemčija) - Bruce-SN (Združeno kraljestvo) - Carmichael (Združeno kraljestvo) - Caledon (Združeno kraljestvo) - Chavdar (Bolgarija) - Chenard-Walcker (Francija) - Citroen (Francija) - Commer (Združeno kraljestvo) - Crossley (Združeno kraljestvo) - Csepel (Madžarska) - DAC Trucks (Romunija) - DAF Trucks (Nizozemska) (divizija amerškega Paccarja) - Daimler AG (Nemčija) - De Dion-Bouton (Francija) - Delahaye (Francija) - Dennis Eagle (Združeno kraljestvo) - Dennis-Mann Egerton (Združeno kraljestvo) - Dennison (Irska) - Dodge (Združeno kraljestvo) - Douglas (Združeno kraljestvo) - Ebro (Španija) - ELBO (Grčija) - ERF (Združeno kraljestvo) - FAP (Srbija) - FAR Trucks (Francija) - Faun GmbH (Nemčija) - FBW (Švica) - Fiat (Italija) - Foden (Združeno kraljestvo) - Ford (Združeno kraljestvo) - Ford (Nemčija) - Foton (Ljudska republika Kitajska) - Fowler (Združeno kraljestvo) | - FTF Trucks (Nizozemska) - Gaz (Rusija) - Garner (Združeno kraljestvo) - Garrett (Združeno kraljestvo) - GIAD Trucks (Sudan) - Gilford (Združeno kraljestvo) - Ginaf (Nizozemska) - Gräf & Stift (Avstrija) - Grube (Nemčija) - GV (Združeno kraljestvo) - Guy (Združeno kraljestvo) - Halley (Združeno kraljestvo) - Hallford (Združeno kraljestvo) - Hanomag (Nemčija) - Hardy (Združeno kraljestvo) - Haulamatic (Združeno kraljestvo) - Henschel (Nemčija) - HHT (Združeno kraljestvo) - Hispano-Suiza (Španija) - Horch (Nemčija) - Hotchkiss (Francija) - HSG (Združeno kraljestvo) - Ikarbus (Srbija) - IFA (Nemčija) - Iveco (Italija) - Jelcz (Poljska) - Jensen (Združeno kraljestvo) - Kaelble (Nemčija) - Kamaz (Rusija) - Karrier (Združeno kraljestvo) - Kerr Stuart (Združeno kraljestvo) - KAZ (Gruzija) - KrAZ (Ukrajina) - Labourier (Francija) - Lacre (Združeno kraljestvo) - Lancia (Italija) - Latil (Francija) - Leyland (Združeno kraljestvo) - Leyland DAF (Združeno kraljestvo) - Loheac (Francija) - Lomount (Združeno kraljestvo) - Lorraine-Dietrich (Francija) - LAZ (Ukrajina) - LIAZ (Češka, 1951–2002) - Magirus (Nemčija) - Manchester (Združeno kraljestvo) - Mann (Združeno kraljestvo) - MAN (Nemčija) - Maudslay (Združeno kraljestvo) - McCrud (Združeno kraljestvo) - Minerva (Belgija) - MAZ (Belorusija) - Mercedes-Benz (Nemčija) - MTZ (Belorusija) - Morris (Združeno kraljestvo) - Morris Commercial (Združeno kraljestvo) - Mowag (Švica) - MTN (Združeno kraljestvo) - Multicar (Nemčija) - Multiwheeler (Združeno kraljestvo) - MZKT (Belorusija) - Namco (Grčija) - Neobus (Srbija) - Nibus (Srbija) - Nicolas (Francija) - Norde (Združeno kraljestvo) - ÖAF (Avstrija) - Officine Meccaniche (Italija) | - Officine Meccaniche Tortonesi (Italija) - Opel (Nemčija) - Pagefield (Združeno kraljestvo) - Panhard (Francija) - Pegaso (ŠPanija) - Peugeot (Francija) - Praga (Češka) - Proctor (Združeno kraljestvo) - Quest (Združeno kraljestvo) - Raba (Madžarska) - Renault Trucks (Francija) - Robur (Nemčija) - Roman S.A. (Romunija) - Rotinoff (Združeno kraljestvo) - Rowe-Hillmaster (Združeno kraljestvo) - Rutland (Združeno kraljestvo) - Saurer (Švica) - Saviem (Francija) - Scammell (Združeno kraljestvo) - Scania (Švedska) - SD (Združeno kraljestvo) - Seddon Atkinson (Združeno kraljestvo) - Sentinel (Združeno kraljestvo) - Shefflex (Združeno kraljestvo) - Sides (Francija) - Simca (Francija) - Sisu Auto (Finska) - Škoda (Češka) - Somua (Francija) - Star Engineering (Združeno kraljestvo) - FCS Star (Poljska) - Steyr (Avstrija) - Straker-Squire (Združeno kraljestvo) - Straussler (Združeno kraljestvo) - TAM (Slovenija) - Tatra (Češka) - Terberg (Nizozemska) - Temax (Grčija) - Thornycroft (Združeno kraljestvo) - Tilling Stevens (Združeno kraljestvo) - Titan (Nemčija) - TVM (Slovenija) - TVW (Združeno kraljestvo) - Unic (Francija) - Unimog (Nemčija) - Union (Združeno kraljestvo) - Unipower (Združeno kraljestvo) - USG-Pitt (Združeno kraljestvo) - Ural (Rusija) - URO (Španija) - Vanaja (Finska) - Verheul (Nizozemska) - Volkswagen Commercial Vehicles (Nemčija) - Volvo Trucks (Švedska) - Vomag (Nemčija) - Vulcan (Združeno kraljestvo) - Willeme (Francija) - Yarovit Arhivirano 2012-09-05 na Wayback Machine. (Rusija) - Yorkshire (Združeno kraljestvo) - Zastava Trucks (Srbija) - ZiL (Rusija) - Zwicky (Združeno kraljestvo) |

## Azija
- Isuzu Giga, Japonska
- Tata Prima, Indija
- Foton Auman, Kitajska
- UD Quon, Japonska

| - Avtomobilnoe Moskovskoe Obshchestvo (Rusija) - Ashok Leyland (Indija) - Asia MotorWorks (Indija) - AIL (Izrael) - Beiqi Foton (Kitajska) - BMC (Turčija) - Chingkangshan (Kitajska) - Daewoo (Južna Koreja) - Daihatsu (Japonska) - Daimler India (Indija) - Dodge (ZDA) - Dongfeng Motor Corporation (Kitajska) - Eicher Motors (Indija) - Fargo (Turčija) - FAW (Kitajska) - Force Motors (Indija) - GAZ (Rusija) - Genoto (Turkčija) - Ghandhara Industries (Pakistan) - Hindustan Motors (Indija) - Hino Motors (Japaonska) - Hinopak Motors (Pakistan) - Huanghe (Kitajska) - Hyundai (Južna Koreja) - Isuzu (Japonska) - Jianghuai Automobile (Kitajska) | - Jiaotong (Kitajska) - Jiefang (Kitajska) - Kamaz (Rusija) - KAZ (Gruzija) - KMC (Ciper) - Komatsu (Japonska) - Mahindra Navistar (Indija) - Master Motors (Pakistan) - Matra Fire (Indonezija) - Mitsubishi Fuso (Japonska) - New Sentosa CV (Indonezija) - Nissan Diesel (Japan) – - Nissian/Minsei (Japonska) - Otokar (Turčija) - Perkasa Truck {Indonezija} - Premier Automobiles (Indija) - Shaanxi Automobile Group (Kitajska) - Shacman {Kitajska} - Swaraj Mazda (Indija) - Tata Daewoo (Južna Koreja) - Tata Motors (Indija) - Sinotruk (Kitajska) - Ural (Rusija) - Volvo Pakistan - Yuejin (Kitajska) - Zil (Rusija) - Ziyang Nanjun (Kitajska) |

## Severna Amerika
- International LoneStar
- Volvo VN 780 v ZDA
- Kenworth W900 v Kaliforniji
- Hino 238 v ZDA

| - American Coleman - American LaFrance - Autocar Company (ZDA) - Available - Bailey - Bering Trucks - Brockway - Brown - Canada (Kanada) - Crane Carrier Corporation (ZDA) - Chevrolet - Cline - Colet - Corbitt - Dart (ZDA) - DeSoto - Diamond T - Dina (Mehika) - Dodge - E-One - Fageol (ZDA) - Flextruc (Kanada) - Ford - Freeman - Federal - Freightliner Trucks - FWD Auto Company - Gersix (ZDA) - GMC - General Motors Canada - Gotfredson - General Vehicle (or G.V.) (ZDA) | - Hayes Truck - Hendrickson - Hino - Hug (ZDA) - Ibex - Isuzu - Jarrett (ZDA) - Jeffedry Quad (ZDA) - Kenworth - Knox (ZDA) - Liberty (ZDA) - Mack Trucks - Marmon-Herrington - Marmon - Mitsubishi Fuso - Moreland (ZDA) - International - Nissan - Oshkosh - Kalmar Industries - Pacific (ZDA) - Paymaster - Peterbilt | - Pierce - Ramirez (Mehika) - Rapid (ZDA) - Relay (ZDA) - Reo (ZDA) - Republic (ZDA) - Riker (ZDA) - Spangler (ZDA) - Stewart (ZDA) - Sterling Trucks - Studebaker (ZDA) - Scot (Kanada) - Traffic (ZDA) - UD Trucks - Volvo Trucks - Walter (ZDA) - White - Western Star Trucks - Zeligson (USA) |

## Afrika
- AVM (Zimbabve)
- Ralph
- SAMIL (Južnoafriška republika)
- SNVI  (Alžirija)

## Oceanija
- Iveco PowerStar na Novi Zelandiji
- Mack Titan v Avstraliji
- Freightliner Argosy na Novi Zelandiji
- Kenworth C509 v Avstraliji

- DAF Trucks
- Freightliner Trucks
- Hino
- Iveco
- Isuzu
- Kenworth
- Mack Trucks
- Mercedes-Benz
- Scania
- FUSO
- Volvo Trucks

## Seznam največjih proizvajalcev tovornjakov
| Uvrstitev | Proizvjalec (skupina)                                                                                    | Število enot |
| --------- | --- | ------------ |
| 1         | Daimler AG (Mercedes-Benz, Freightliner Trucks, Sterling Trucks, Unimog, Western Star, Fuso, BharatBenz) | 478 535      |
| 2         | Volvo Group (Volvo, Mack, Renault, UD Nissan Diesel)                                                     | 438 954      |
| 3         | Dongfeng Motor                                                                                           | 341 875      |
| 4         | Volkswagen Group (Scania, Volkswagen Commercial Vehicles, MAN)                                           | 203 102      |
| 5         | Tata Group (Tata Motors, Daewoo Commercial Vehicle)                                                      | 159 237      |
| 6         | Hyundai Kia Automotive Group (Hyundai)                                                                   | 157 781      |
| 7         | Toyota Group (Hino Motors, Isuzu)                                                                        | 129 107      |
| 8         | Fiat Group (Iveco, Magirus, Astra, Seddon Atkinson, Yuejin)                                              | 127 542      |
| 9         | PACCAR (DAF Trucks, Kenworth, Peterbilt, Leyland Trucks)                                                 | 126 960      |